# Martín de Elizalde

Wappen von Martín de Elizalde

Martín de Elizalde OSB (* 23. Oktober 1940 in Buenos Aires) ist ein argentinischer Geistlicher und emeritierter römisch-katholischer Bischof von Nueve de Julio.

## Leben
Martín de Elizalde trat der Ordensgemeinschaft der Benediktiner bei, legte die Profess am 11. Februar 1961 ab und empfing am 9. Januar 1971 die Priesterweihe.
Papst Johannes Paul II. ernannte ihn am 6. Juli 1999 zum Bischof von Nueve de Julio. Die Bischofsweihe spendete ihm der Erzbischof von La Plata, Carlos Walter Galán Barry, am 14. September desselben Jahres; Mitkonsekratoren waren Emilio Ogñénovich, Erzbischof von Mercedes-Luján, und Estanislao Esteban Karlic, Erzbischof von Paraná. Die Amtseinführung fand am folgenden Tag statt.
Papst Franziskus nahm am 1. Dezember 2015 seinen altersbedingten Rücktritt an.